# Baltazar Jasieński
Baltazar Jasieński (Jasiński) herbu Rawicz – pisarz ziemski czerski w 1759 roku, podpisarz ziemski czerski w 1749 roku, regent grodzki i ziemski czerski w 1741 roku, sędzia kapturowy ziemi czerskiej w 1764 roku, poborca czerski w 1789 roku.
Poseł na sejm 1778 roku z ziemi czerskiej.
Odznaczony Orderem Świętego Stanisława w 1790 roku. 